# Colimes (canton)
Colimes est un canton d'Équateur situé dans la province de Guayas.